# تشارلي ماريانو
تشارلي ماريانو (بالإنجليزية: Charlie Mariano) هو عازف جاز أمريكي، ولد في 12 نوفمبر 1923 في بوسطن في الولايات المتحدة، وتوفي في 16 يونيو 2009 في كولونيا في ألمانيا بسبب سرطان.

## وصلات خارجية
- تشارلي ماريانو على موقع IMDb (الإنجليزية)
- تشارلي ماريانو على موقع ميوزك برينز (الإنجليزية)
- تشارلي ماريانو على موقع أول موفي (الإنجليزية)
- تشارلي ماريانو على موقع أول ميوزيك (الإنجليزية)
- تشارلي ماريانو على موقع ديسكوغز (الإنجليزية)
- تشارلي ماريانو على موقع كينوبويسك (الروسية)